# Castle on the Hill
Castle on the Hill — пісня англійського співака та автора пісень Еда Ширана, представлена 6 січня 2017 року як один із подвійних головних синглів з його третього студійного альбому ÷ (2017), разом із «Shape of You». «Castle on the Hill» була написана та спродюсована Едом Шираном і Бенні Бланко. У пісні згадується Фрамлінгемський замок у рідному місті Ширана — Фрамлінгемі в графстві Саффолк, а також описуються спогади про його дитинство у цьому місті. За словами BBC, «цю пісню описують як любовний лист до Саффолка».
Випущена того ж дня, що й «Shape of You», пісня «Castle on the Hill» посіла перше місце в чартах Ісландії, Шотландії та Ізраїлі. Також вона досягла другого місця в ряді країн, зокрема у Великій Британії, Австралії та Німеччині, тоді як «Shape of You» дебютувала на першій позиції. Це стало першим випадком в історії чартів Великої Британії, Австралії та Німеччини, коли виконавець одночасно зайняв дві перші позиції з новими піснями. Пісня дебютувала на шостому місці в США, тоді як «Shape of You» посіла перше місце; це зробило Ширана першим артистом в історії, який одночасно дебютував з двома піснями в топ-10 американського чарту. «Castle on the Hill» отримала дев'ятикратний платиновий статус в Австралії, діамантовий у Канаді, шестиразовий платиновий у Великій Британії та мультиплатинові сертифікації в багатьох інших країнах.

## Формати та списки пісень
- Цифрове завантаження[7]

1. «Castle on the Hill» — 4:21

- Цифрове завантаження — Акустична версія[8]

1. «Castle on the Hill» (Acoustic) — 3:46

- Цифрове завантаження — Live at the BRITs[9]

1. «Castle on the Hill» (Live at the BRITs) — 1:47

- Німецький CD-сингл[10]

1. «Castle on the Hill» — 4:21
2. «Castle on the Hill» (Acoustic) — 3:46

- Цифрове завантаження — Ремікс Seeb[11]

1. «Castle on the Hill» (Seeb remix) — 3:51

- Цифрове завантаження — Ремікс Throttle[12]

1. «Castle on the Hill» (Throttle remix) — 3:40

- Цифрове завантаження — Ремікс NWYR[13]

1. «Castle on the Hill» (NWYR remix) — 3:33

## Учасники запису
Інформація про учасників запису взята з європейського цифрового синглу.
- Ед Ширан — головний та бек-вокал, гітара, мандоліна
- Піно Палладіно — бас
- Лео Тейлор — ударні
- Бенні Бланко — клавішні
- Томас Бартлетт — клавішні, піаніно

## Чарти
| Чарт (2017)                               | Найвища позиція |
| ----------------------------------------- | --------------- |
| Австралія (ARIA)                          | 2               |
| Австрія (Ö3 Austria Top 75)               | 2               |
| Бельгія (Ultratop Flanders)               | 2               |
| Бельгія (Ultratop Wallonia)               | 25              |
| Канада (Canadian Hot 100)                 | 2               |
| Канада (AC) (Billboard)                   | 3               |
| Канада (CHR/Top 40) (Billboard)           | 4               |
| Канада (Hot AC) (Billboard)               | 6               |
| Чехія (IFPI)                              | 22              |
| Чехія (Singles Digitál Top 100)           | 2               |
| Данія (Tracklisten)                       | 2               |
| Euro Digital Songs (Billboard)            | 2               |
| Фінляндія (Suomen virallinen lista)       | 4               |
| Франція (SNEP)                            | 3               |
| Німеччина (Media Control AG)              | 2               |
| Greece Digital Songs (Billboard)          | 4               |
| Угорщина (Single Top 40)                  | 3               |
| Угорщина (Stream Top 40)                  | 3               |
| Iceland (RÚV)                             | 1               |
| Ірландія (IRMA)                           | 2               |
| Israel (Media Forest TV Airplay)          | 1               |
| Італія (FIMI)                             | 3               |
| Японія (Japan Hot 100)                    | 39              |
| Japan Hot Overseas (Billboard)            | 6               |
| Luxembourg Digital Songs (Billboard)      | 2               |
| Malaysia (RIM)                            | 10              |
| Mexico (Billboard Ingles Airplay)         | 7               |
| Нідерланди (Dutch Top 40)                 | 4               |
| Netherlands (Mega Top 50)                 | 5               |
| Нідерланди (Mega Single Top 100)          | 2               |
| Нова Зеландія (RIANZ)                     | 2               |
| Норвегія (VG-lista)                       | 3               |
| Philippines (Philippine Hot 100)          | 35              |
| Польща (Polish Airplay Top 100)           | 29              |
| Португалія (AFP)                          | 3               |
| Шотландія (Official Charts Company)       | 1               |
| Slovenia (SloTop50)                       | 22              |
| Іспанія (PROMUSICAE)                      | 2               |
| Швеція (Sverigetopplistan)                | 2               |
| Швейцарія (Media Control AG)              | 2               |
| Велика Британія (Official Charts Company) | 2               |
| США (Billboard Hot 100)                   | 6               |
| США (Adult Contemporary) (Billboard)      | 9               |
| США (Adult Top 40) (Billboard)            | 3               |
| США (Hot Dance Airplay) (Billboard)       | 14              |
| США (Hot Dance Club Songs) (Billboard)    | 2               |
| США (Mainstream Top 40) (Billboard)       | 7               |
| US Anglo (Monitor Latino)                 | 12              |

| Чарт (2017)                          | Позиція |
| ------------------------------------ | ------- |
| Australia (ARIA)                     | 3       |
| Austria (Ö3 Austria Top 40)          | 14      |
| Belgium (Ultratop Flanders)          | 14      |
| Brazil (Pro-Música Brasil)           | 195     |
| Canada (Canadian Hot 100)            | 14      |
| Denmark (Tracklisten)                | 5       |
| France (SNEP)                        | 62      |
| Germany (Official German Charts)     | 23      |
| Hungary (Single Top 40)              | 61      |
| Hungary (Stream Top 40)              | 37      |
| Iceland (Tónlistinn)                 | 33      |
| Italy (FIMI)                         | 34      |
| Netherlands (Dutch Top 40)           | 19      |
| Netherlands (Single Top 100)         | 14      |
| New Zealand (Recorded Music NZ)      | 4       |
| Portugal (AFP)                       | 46      |
| Spain (PROMUSICAE)                   | 54      |
| Sweden (Sverigetopplistan)           | 12      |
| Switzerland (Schweizer Hitparade)    | 14      |
| UK Singles (Official Charts Company) | 3       |
| US Billboard Hot 100                 | 40      |
| US Adult Contemporary (Billboard)    | 19      |
| US Adult Top 40 (Billboard)          | 16      |
| US Dance Club Songs (Billboard)      | 34      |
| US Mainstream Top 40 (Billboard)     | 31      |

| Чарт (2018)                          | Позиція |
| ------------------------------------ | ------- |
| Australia (ARIA)                     | 90      |
| UK Singles (Official Charts Company) | 97      |

| Чарт (2010—2019)                     | Позиція |
| ------------------------------------ | ------- |
| Australia (ARIA)                     | 43      |
| UK Singles (Official Charts Company) | 11      |

## Сертифікації
| Регіон                                                      | Сертифікація  | Продажі   |
| ----------------------------------------------------------- | ------------- | --------- |
| Австралія (ARIA)                                            | 9× Платиновий | 630 000   |
| Австрія (IFPI Austria)                                      | Платиновий    | 30 000    |
| Бельгія (BEA)                                               | Платиновий    | 20 000    |
| Канада (Music Canada)                                       | Діамантовий   | 800 000   |
| Данія (IFPI Denmark)                                        | 4× Платиновий | 360 000   |
| Франція (SNEP)                                              | Платиновий    | 133 333   |
| Німеччина (BVMI)                                            | 2× Платиновий | 800 000   |
| Італія (FIMI)                                               | 3× Платиновий | 150 000   |
| Нідерланди (NVPI)                                           | Платиновий    | 40 000    |
| Нова Зеландія (RIANZ)                                       | 3× Платиновий | 90 000    |
| Польща (ZPAV)                                               | Діамантовий   | 250 000   |
| Португалія (AFP)                                            | 2× Платиновий | 20 000    |
| Іспанія (PROMUSICAE)                                        | 2× Платиновий | 120 000   |
| Швеція (IFPI Sweden)                                        | 4× Платиновий | 160 000   |
| Швейцарія (IFPI Switzerland)                                | 2× Платиновий | 40 000    |
| Велика Британія (BPI)                                       | 6× Платиновий | 3 600 000 |
| США (RIAA)                                                  | 4× Платиновий | 4 000 000 |
| продажі+прослуховування, що базуються лише на сертифікаціях |               |           |